# Ömer Yurtseven
Ömer Faruk Yurtseven (ur. 19 czerwca 1998 w Taszkencie) – turecki koszykarz, występujący na pozycji środkowego, posiadający także uzbeckie obywatelstwo, od 2023 zawodnik Utah Jazz.
W 2014 wystąpił w meczu wschodzących gwiazd – Jordan Classic International.
17 lipca 2023 został zawodnikiem Utah Jazz

## Życie osobiste
Yurtseven interesuje się grą w szachy i jako swojego ulubionego szachistę wskazał Magnusa Carlsena. 
Yurtseven jest muzułmaninem.

## Osiągnięcia
Stan na 3 października 2023, na podstawie, o ile nie zaznaczono inaczej.

### NCAA
- Uczestnik turnieju NCAA (2018)
- Zaliczony do:
  - I składu turnieju 2K Sports Classic (2020)
  - III składu ACC (2018)
  - składu honorable mention All-Big East (2020)
- Zawodnik tygodnia ACC (22.01.2018)

### NBA
- Wicemistrz NBA (2023)[9]

### Drużynowe
- Mistrz Turcji (2014, 2016)
- Wicemistrz Euroligi (2016)
- 3. miejsce podczas mistrzostw Turcji (2015)
- 4. miejsce w Eurolidze (2015)
- Zdobywca:
  - Pucharu Turcji (2016)
  - Superpucharu Turcji (2013)
- Finalista Pucharu Turcji (2015)

### Indywidualne
- Zaliczony do I składu turnieju w Kownie (NIJT – 2014/2015)

### Reprezentacja
Seniorska
- Uczestnik kwalifikacji olimpijskich (2021 – 4. miejsce)

Młodzieżowe
- Wicemistrz Europy U–18 (2015)
- Brązowy medalista mistrzostw Europy U–20 (2016)
- Uczestnik mistrzostw Europy :
  - U–20 (2016, 2017 – 9. miejsce)
  - U–16 (2013 – 7. miejsce, 2014 – 4. miejsce)
- Zaliczony do I składu mistrzostw Europy:
  - U–20 (2016)
  - U–16 (2014)